# Chemilly (Allier)
Chemilly is een gemeente in het Franse departement Allier (regio Auvergne-Rhône-Alpes) en telt 561 inwoners (1999). De plaats maakt deel uit van het arrondissement Moulins.
In de laat-romaanse kerk Saint-Denis bevindt zich een 15e-eeuws, houten Mariabeeld, de Vièrge à l'oiseau.

## Geografie
De oppervlakte van Chemilly bedraagt 16,9 km², de bevolkingsdichtheid is 33,2 inwoners per km².
De onderstaande kaart toont de ligging van Chemilly (Allier) met de belangrijkste infrastructuur en aangrenzende gemeenten.

## Demografie
Onderstaande figuur toont het verloop van het inwonertal (bron: INSEE-tellingen).

Vanwege een beveiligingsprobleem met de MediaWiki Graph-software is het momenteel niet mogelijk deze grafiek weer te geven. Zodra de software is bijgewerkt zal de grafiek vanzelf weer zichtbaar worden.